# دمعة على خد الزمن (مسلسل)
دمعة على خد الزمن مسلسل مصري عام 2001 قام ببطولته الفنانة إسعاد يونس وسهير البابلي وصلاح قابيل.
تدور أحداث المسلسل عن فتاة فقيرة  تدعى "داليا" (إسعاد يونس) تحب شخص غني ولا يتناسب من مستواهها يدعى "فؤاد" (صلاح قابيل) ولكن الظروف أدت إلى انقلاب الوضع رأسًا على عقب ويصبح هو الشخص الفقير نتيجة لخسارة أبيه في البورصة تصبح الفتاة الغنية وترفض الزواج منه للفرق الشاسع بين مستواهم ويضطر لقتلها للانتقام ولاسترداد أموال أبيه وتدور الأحداث بشكل درامي.